# Nicola Stefanini
Nicola Stefanini (Firenze, 22 gennaio 1975) è un ex arbitro di calcio italiano.

## Carriera
Stefanini viene dalla sezione di Prato.
Dopo aver totalizzato 37 presenze in serie C1 nei tre anni di militanza, nel 2004 approda alla C.A.N. A-B per decisione dell'allora designatore Maurizio Mattei. Durante la finale di ritorno dei play-off di serie C1 del 2004 tra Lumezzane e Cesena, assiste alla maxi-rissa avvenuta dopo il fischio conclusivo. Successivamente il tecnico dei cesenati Fabrizio Castori verrà squalificato per tre anni (poi commutati in due) per aggressione nei confronti del giocatore lombardo Pietro Strada.
Debutta in serie B in occasione di Arezzo-Catania. In Serie A fa il suo esordio il 21 settembre 2005 in Ascoli-Siena.
Al termine della stagione 2010-2011 vanta 31 presenze nella massima divisione.
Il 3 luglio 2010, con la scissione della CAN A-B in CAN A e CAN B, viene inserito nell'organico della CAN B. Il 30 giugno 2011 si dimette dall'organico della CAN B, e viene subito inquadrato come componente del Comitato Regionale Arbitri della Toscana.
In tutte le partite dirette da lui in Serie A, una sola volta c'è stata una vittoria esterna.